# Oplakávání Krista

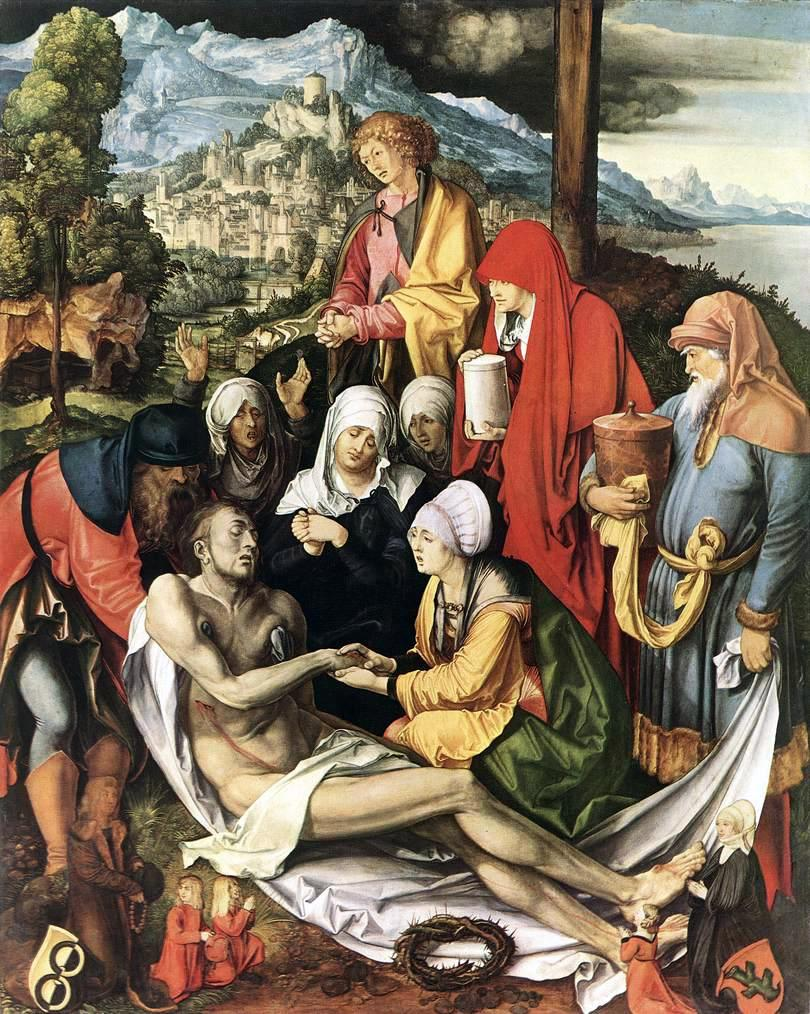
Oplakávání Krista od Albrechta Dürera

Oplakávání Krista nebo jen Oplakávání je typ zobrazení Ježíš Krista ve výtvarném umění, které zobrazuje tělo ukřižovaného Ježíše sejmutého z Kříže obklopené pozůstalými, Pannou Marií, apoštoly, Marií Magdalénou. Podobné ale komornější zobrazení, které se soustřeďuje na Marii držící na klíně Ježíšovo tělo, se nazývá Pieta. Oplakávání je ikonografickým znázorněním scény z pašijového cyklu po Snímání z Kříže, následované Kladením do hrobu.
Téma zpracovala řada významných umělců, např. Giotto di Bondone, Sandro Botticelli, Andrea Mantegna, Albrecht Dürer. V českém prostředí oblíbené téma pozdní gotiky, které dalo jméno Mistru Oplakávání ze Žebráka i jeho žákovi Mistru Oplakávání ze Zvíkova.